# East Los Angeles
East Los Angeles é uma Região censo-designada localizada no estado americano da Califórnia, no Condado de Los Angeles.

## Demografia
Segundo o censo americano de 2000, a sua população era de 124.283 habitantes.

## Geografia
De acordo com o United States Census Bureau tem uma área de 19,3 km², dos quais 19,3 km² cobertos por terra e 0,0 km² cobertos por água.

## Localidades na vizinhança
O diagrama seguinte representa as localidades num raio de 8 km ao redor de East Los Angeles.